# Szara piechota
Szara piechota («Сіра піхота») — популярний польський військовий марш, автором котрого вважається полковник ВП Леон Лускіно. Відомий також під назвою Marszerują strzelcy («Марширують стрільці»)

## Текст
Не носять лампасів і сірий їх стрій
Не носять ні срібла, ні злата
Та в першій шерензі до бою стає
Піхота, та сіра піхота
Марширує стрілець, марширує
Карабіни блищать, сірий стрій
Попереду прапор майоріє
То за свою Польщу йдуть у бій!
Йде, на сонці блищить сталь
Дівки зиркають з-за плота
І очі задумливі їхні у даль
Піхота, та сіра піхота
Не грають їм сурми, не трубить їм ріг
Лиш смерть поміж ними витає
Та в першій шерензі до бою стає
Піхота, та сіра піхота